# Sobre el govern de les províncies consulars
Sobre el govern de les províncies consulars (en llatí: De Provinciis Consularibus) és un discurs que va ser pronunciat per l'escriptor i polític romà Marc Tul·li Ciceró en una sessió del senat en el juliol de l'any 56 aC. En aquest discurs, l'orador defensa, per una banda, que Juli Cèsar continuï amb els comandaments provincials de les Gàl·lies, i per altra, que Pisó i Gabini (cònsols del 58 aC) siguin rellevats del govern de les seves províncies. Luci Calpurni Pisó Cesoní governava la província de Macedònia, i Aulus Gabini la de Síria.

## Context històric, polític i judicial
Ciceró havia estat desterrat des de l'abril del 58 aC a l'agost del 57 aC. Havia estat condemnat a l'exili per dues lleis que va promoure Publi Clodi Pulcre quan era tribú de la plebs el 58. Aquesta llei havia estat permesa i recolzada per dos cònsols del 58, Gabini i Pisó, a més del triumvirat del moment format per Cèsar, Pompeu i Cras.
Aquest triumvirat era un acord  entre les dues grans faccions polítiques que hi havia en el moment, els optimates representat per Gneu Pompeu; els populares, per Cèsar i per Marc Licini Cras qui finançava el triumvirat.
Clodi era contrari al triumvirat i va començar a perjudicar els interessos de Pompeu i els de Cèsar. A més, les bandes de Clodi instauraven un terror pels carrers de Roma que dificultaven la vida pública. Aquests fets van fer que Pompeu prengués la iniciativa d'aconseguir el perdó de Ciceró fer-lo tornar a Roma. Aquestes negociacions van durar mesos i l'agost del 57 aC es va aprovar la llei del perdó i Ciceró va poder tornar a la seva pàtria.
Encara que Ciceró havia estat perdonat, ell sabia que era un perdó amb condicions. Però així i tot, estava agraït a Pompeu i a Cèsar pel seu retorn a la vida pública.
Roma s'havia de fer front a Clodi perquè havia aconseguit ser escollit edil curul en els primers mesos del 56 aC. Al mateix temps, en aquests mesos del 56 aC, també van ser moments de desavinences dels triumvirs. A aquests fets s'ha de sumar el que un adversari de Cèsar, Luci Domici Enobarb, es presentava per al consolat del 55 aC. proclamant que prescindiria del comandament de Cèsar en les Gàl·lies.
Amb totes aquestes causes, els triumvirs van decidir reforçar els seus lligams i enfortir les seves posicions. Es van reunir a Luca i van segellar la renovació de la seva aliança. D'aquesta manera, Cèsar continuaria amb els comandaments militars en les Gàl·lies, i Pompeu i Cras es postularien per al consolat del 55 aC.
Cal dir que Ciceró sentia por per la seva pròpia seguretat a causa de les maniobres de Clodi, se sentia pressionat per Pompeu i no es podia oposar tampoc a Cèsar. Per tot això, l'orador va començar a donar suport públic a les propostes de Pompeu i de Cèsar.

## Acusació/Defensa
Aquest discurs conté una part que és l'acusació contra Luci Calpurni Pisó Cesoní i Aulus Gabini, i una altra part en la qual Ciceró defensa a Cèsar.

## Estructura del discurs
L'estructura del discurs De Provinciis Consularibus és la següent:
- Exordium: Ciceró introdueix als oients de la seva proposta de retirar els cònsols Gabini i Pisó (1-2)
- Propositio: Fa menció de les dues províncies a debatre, Síria i Macedònia (3)
- Narratio:

Presenta la situació de Macedònia i Pisó (4-8)
Presenta la situació de Síria i Gabini (9-12)
Fa una petita conclusió de la situació i diu que Gabini i Pisó han de fer retornar de les províncies (13-16)
- Argumentatio:

Defensa la seva bona relació amb Cèsar i argumenta tot allò que han dit els altres oradors. En primer lloc, va intervenir Filip, cònsol del 56 aC, i després els senadors de rang consular (senadors que ja havien exercit com a cònsols) (17-23)
Presenta la proposta que Cèsar ha de continuar amb el govern de les Gàl·lies (24-46)
- Peroratio: Ciceró torna a dir que la presentació de la seva proposta es deu a l'interès de l'Estat, no per circumstàncies personals.

## Temes, continguts
Els temes principals del discurs que presenta Ciceró són dos objectius ben clars, i són els següents: un dels objectius és retirar a Pisó de la província de Macedònia, i a Gabini de la de Síria; i l'altre és que Cèsar pogués completar la conquesta de la Gàl·lia. 
Pel que fa al contingut del discurs, l'orador se centra en gran part a explicar el seu interès pel bé de l'Estat, que pràcticament és l'eix de tota l'argumentació. També justifica que Cèsar havia fet un gran servei per la pàtria i si continuava en la seva província, segurament podria reduir i conquerir la resta de la Gàl·lia i podria obtenir el control total d'aquesta província. En canvi, l'altra part del discurs, consisteix en el fet que es retiri el poder de les províncies de Macedònia i Síria a Luci Calpurni Pisó Cesoní i a Aulus Galbini, i assignar-les a nous cònsols per poder evitar el mal govern i la tirania que practicaven en les seves províncies.

## Conseqüències
Exactament no se sap clarament quina va ser la resolució final del discurs que va realitzar Ciceró en l'acusació contra Pisó i Galbini, i en la defensa de Cèsar. Però, el que sí que se sap és que Síria es va mantenir sent una província consular, i Gabini va continuar en el càrrec del seu govern fins a l'any 54 aC quan va ser rellevat del seu càrrec per Cras per una nova llei, la Llei Trebònia. Macedònia va passar a ser una província pretòria, i Pisó es va mantenir en el càrrec de govern durant un any més, fins que va ser rellevat a principis de l'any 55 aC (sis mesos després d'haver estat pronunciat el discurs). Pisó no va ser acusar de repetundis quan va finalitzar el seu mandat, ja que era el sogre de Cèsar. I quan va arribar a Roma es va queixar al Senat pels forts atacs de Ciceró, llavors es va iniciar un intercanvi de discursos violents entre tots dos, com a mostra d'això és el discurs de Ciceró Contra Pisó Arxivat 2012-07-13 a Wayback Machine..
Pisó va continuar tenint una vida política i va assumir posicions pròpies d'un home d'Estat.
Cèsar va concloure la campanya de l'ocupació de les Gàl·lies. Amb el sotmetiment de les Gàl·lies, Cèsar, va adquirir una posició de força per poder reforçar la coalició del triumvirat amb Pompei i Cras, la qual havien acordat abans que es resolgués el dictamen del discurs de Ciceró. Tots tres es van fer elegir cònsols per l'any 55 aC pocs dies després de la sessió celebrada pel Senat en la qual l'orador havia pronunciat el discurs. Després de la resolució de la sessió del Senat, cadascú va rebre unes províncies per governar durant cinc anys. Pompei va rebre les dues províncies hispanes; Cras la província de Síria i Cèsar, les Gàl·lies.

## Transmissió textual
El discurs De Provinciis Consularibus amb la resta de discursos que Ciceró va pronunciar després de la tornada del seu exili, pertanyen a una família de manuscrits que s'anomena “família ω”, d'un còdex d'edició tardoantiga. D'aquesta família, els exemplars més antics que han quedat són: PGEH. Però es veuen afectats per les diferents mans correctores, sobretot generades al segle xv a França i a Itàlia.
Es considera que el manuscrit P és el més antic, el més fiable, i hauria respectat l'ordre dels discursos:
| Ordre | Discurs                     | Data                     |
| 1     | Pridie quam in exilium iret | Abans de mitjan 58 aC    |
| 2     | Post reditum ad Senatum     | 5 de setembre del 57 aC  |
| 3     | Post reditum ad Populum     | 7 de setembre del 57 aC  |
| 4     | De Domo                     | 29 de setembre del 57 aC |
| 5     | Pro Sestio                  | 1-11 de març del 56 aC   |
| 6     | In Vatinium                 | 1-11 de març del 56 a.C  |
| 7     | De Provinciis Consularibus  | Juliol del 56 aC         |
| 8     | De haruspicium responsis    | Abril/maig del 56 aC?    |
| 9     | Pro Balbo                   | Segon semestre del 56 aC |
| 10    | Pro Caelio                  | 4 d'abril del 56 aC      |

- El manuscrit P: el manuscrit carolingi Parisinus Latinus 7794, conegut per P de Parisinus. És el millor testimoni per a la reconstrucció de tots els discursos del retorn de l'exili de Ciceró. Aquest còdex és un manuscrit de 80 folis de pergamí de mitjan segle ix. Es creu que el manuscrit va ser copiat a Tours, a l'abadia de Sant Martí.
- El manuscrit H: el manuscrit maverick o manuscrit Harley 4927. Aquest manuscrit escrit en pergamí consta de 120 folis. Va ser copiat a meitats del segle xii, també a Tours a l'àrea de Loira. Aquest manuscrit es conserva a la British Library de Londres.
- El manuscrit G: el manuscrit de Gembloux 5345 conegut per Gemblacensis. Va ser copiat al segle xi a l'abadia de Saint-Pierre de Gembloux, prop de Brussel·les, i consta de 116 folis de pergamí. El manuscrit es conserva a la Biblioteca Reial de Bèlgica.
- El manuscrit E: el manuscrit de Corvey és el manuscrit E per Eufertensis. És un còdex escrit en pergamí. Va ser copiat al segle xii en una localitat propera de Gembeloux. El manuscrit es conserva a la Deutsche Staatsbibliothek de Berlín.